# Янік Вілдсхут
Янік Вілдсхут (нід. Yanic Wildschut, нар. 1 листопада 1991, Амстердам) — нідерландський футболіст, нападник болгарського клубу ЦСКА (Софія).
Виступав, зокрема, за клуби «Віган Атлетік» та «Маккабі» (Хайфа), а також молодіжну збірну Нідерландів.
Чемпіон Ізраїлю.

## Клубна кар'єра
Народився 1 листопада 1991 року в місті Амстердам. Вихованець юнацьких команд футбольних клубів Sporting Noord, DWV, TOB та «Аякс».
У дорослому футболі дебютував 2010 року виступами за команду «Зволле», в якій провів один сезон, взявши участь у 32 матчах чемпіонату.
Згодом з 2011 по 2015 рік грав у складі команд «ВВВ-Венло», «Геренвен», «АДО Ден Гаг», «Геренвен» та «Мідлсбро».
Своєю грою за останню команду привернув увагу представників тренерського штабу клубу «Віган Атлетік», до складу якого приєднався 2015 року. Відіграв за клуб з Вігана наступні два сезони своєї ігрової кар'єри. Більшість часу, проведеного у складі «Віган Атлетік», був основним гравцем атакувальної ланки команди.
Протягом 2017—2019 років захищав кольори клубів «Норвіч Сіті», «Кардіфф Сіті» та «Болтон Вондерерз».
У 2019 році уклав контракт з клубом «Маккабі» (Хайфа), у складі якого провів наступні два роки своєї кар'єри гравця.  Граючи у складі хайфського «Маккабі» також здебільшого виходив на поле в основному складі команди.
До складу клубу ЦСКА (Софія) приєднався 2021 року. Станом на 25 серпня 2021 року відіграв за армійців з Софії 4 матчі в національному чемпіонаті.

## Виступи за збірні
2011 року залучався до складу молодіжної збірної Нідерландів. На молодіжному рівні зіграв в 11 офіційних матчах.

## Титули і досягнення
- Чемпіон Ізраїлю (1):

«Маккабі» (Хайфа): 2020-2021